# Shot Caller
Shot Caller (en España: Maestro del crimen) es una película estadounidense de 2017, del género drama carcelario, dirigida y escrita por Ric Roman Waugh y protagonizada por Nikolaj Coster-Waldau, Omari Hardwick y Lake Bell.

## Sinopsis
Un hombre con una vida normal es condenado a prisión tras causar un accidente que acaba con la vida de una persona. Para poder sobrevivir en la cárcel, tiene que convertirse en un hombre duro y asociarse con una peligrosa banda de delincuentes. 

## Reparto
- Nikolaj Coster-Waldau - Jacob "Money" Harlon[2]
- Omari Hardwick[3] - Ed Kutcher, agente de libertad condicional de Money
- Lake Bell[3] - Kate Harlon, mujer de Jacob
- Jon Bernthal[3] - Frank "Shotgun"
- Emory Cohen[3] - Howie
- Jeffrey Donovan[3] - Bottles
- Evan Jones - Chopper
- Benjamin Bratt[4] - Sheriff Sanchez
- Holt McCallany[5] - Jerry "La bestia" Manning
- Juan Pablo Raba - Herman Gómez[6]
- Matt Gerald - Phil Cole[7]
- Michael Landes[8] - Steve

## Producción
El 9 de abril de 2015, Bold Films se unió para financiar y producir la película de suspense y crimen Shot Caller, que fue dirigida por Ric Roman Waugh, basada en su propio guion. Participant Media desarrolló el proyecto, mientras que Participant's Jonathan King produjo, junto con Michel Litvak y Matthew Rhodes de Bold Films, y Waugh. En abril de 2015, Relativity Media adquirió los derechos estadounidenses de la película por $ 3 millones con un amplio compromiso de lanzamiento, y Sierra/Affinity se encargó de las ventas internacionales. Dado que Relativity Media se declaró en quiebra en julio de 2015, el estreno de la película se pospuso hasta que Saban Films adquiriera los derechos de distribución en Estados Unidos en abril de 2017.
El rodaje de la película comenzó el 26 de mayo de 2015 en Albuquerque y Santa Fe, Nuevo México.